# NGC 2397
NGC 2397 هي مجرة تتبع كوكبة السمكة الطائرة. اكتشفها جون هيرشل في 18 فبراير 1835.

## روابط خارجية
- NGC 2397 على موقع ويكي سكاي: DSS2, SDSS, GALEX, IRAS, Hydrogen α, X-Ray, Astrophoto, Sky Map, Articles and images